# Komsomolskaja (Sokolnitjeskajalinjen)
Komsomolskaja (ryska: Комсомо́льская) är en tunnelbanestation på Sokolnitjeskajalinjen i Moskvas tunnelbana. Stationen namngavs efter de arbetare från ungdomsförbundet Komsomol som hjälpte till med bygget av Moskvas första tunnelbanelinje.
Stationen ligger vid Komsomolskajatorget, en av Moskvas mest trafikerade knutpunkter där tre av stadens järnvägsstationer är belägna, Leningradskij, Jaroslavskij och Kazanskij.
På grund av stationens läge vid de tre järnvägsstationerna, har ett ovanligt övre galleri byggts ovanför plattformen, för att kunna hantera stora folkmassor under rusningstid. Stationen har pelare klädda med rosa kalksten, krönta med bronskapitäl som visar Komsomols emblem.
Stationens södra ingångsvestibul är belägen i järnvägsstationen Kazanskij och den norra ingången ligger på motsatta sidan torget, mellan Leningradskij- och Jaroslavskijstationerna.

## Byten
På Komsomolskaja kan man via rulltrappor byta till Komsomolskaja-stationen på ringlinjen, för övrigt en av Moskvas mest kända tunnelbanestationer. 